# کرویه
کرویه (به لاتین: Krujë) یک شهرستان آلبانی در آلبانی است که در استان کرویه واقع شده‌است.

## خواهرخوانده
شهر کورتونا خواهرخواندهٔ کرویه هست.